# 瑞吉·傑克森
瑞吉納·馬汀尼茲·“瑞吉”·傑克森（英語：Reginald Martinez "Reggie" Jackson，1946年3月18日—），生於美國賓夕凡尼亞州懷恩寇特，美國棒球運動員，曾效力于美國職棒大聯盟，為500全壘打俱樂部成員，並於1993年入選棒球名人堂。
他以多次世界大賽的精采表現聞名，生涯參加過六次世界大賽並贏下其中五次，扣掉1972年並沒有出賽，他在剩下五次世界大賽都有全壘打且合計的OPS高達1.21，就算是這五次裡面打的最「差」的那次世界大賽，他的OPS仍然有0.941，是史上第一個贏下超過一次世界大賽最佳球員的打者，故有Mr. October（十月先生）的稱號。
另外，他也是大聯盟史上被三振最多次的人（2597次）。

## 所獲榮譽
- 美國職棒大聯盟全明星賽：1969、1971~1975、1977~1984
- 貝比·魯斯獎：1977
- 世界大賽MVP：1973、1977
- 美聯年度MVP：1973
- 美聯指定打擊銀棒獎：1980
- 美聯外野手銀棒獎：1982
- 美聯全壘打王：1973、1975、1980、1982
- 美聯打點王：1973

## 外部連結
- 球員資訊和成績在Baseball Reference，Fangraphs，The Baseball Cube（英文）